# Hitlers tafelgesprekken

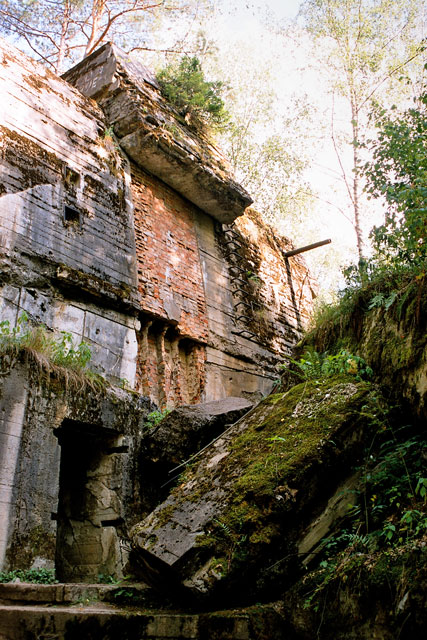
Hitlers tafelgesprekken speelden zich grotendeels af in de Wolfsschanze, zijn Oost-Pruisische hoofdkwartier nabij Kętrzyn.

Hitlers tafelgesprekken (Duits: Tischgespräche im Führerhauptquartier; Engels: Hitler's Table Talk; Frans: Libres Propos sur la Guerre et la Paix) is de titel die gegeven is aan een reeks gesprekken en monologen die Adolf Hitler leverde in het bijzijn van zijn legertop en naaste vertrouwelingen tussen 1941 en 1944 tijdens de Tweede Wereldoorlog. Hitlers opmerkingen werden genoteerd door Heinrich Heim, Henry Picker en Martin Bormann, en later gepubliceerd door verschillende auteurs, met verschillende titels in drie verschillende talen.

## Stenografen, setting en onderwerpen
Martin Bormann, die dienstdeed als Hitlers privésecretaris, haalde Hitler over om zijn privégesprekken te laten notuleren door een ploeg van speciaal uitgekozen officieren, om later te kunnen gebruiken, bijvoorbeeld voor propaganda na de oorlog. De eerste aantekeningen werden gemaakt door de advocaat Heinrich Heim, die schreef van 5 juli 1941 tot half maart 1942. Henry Picker verving hem vanaf 21 maart 1942 tot 2 augustus 1942, waarna Heinrich Heim en Martin Bormann materiaal bleven toevoegen en weglaten tot 1944.
De gesprekken werden genoteerd in het Führerhauptquartier in het gezelschap van Hitlers naaste medewerkers. Ze gaan niet slechts over de oorlog en buitenlandse zaken, maar onthullen ook enige van Hitlers houdingen ten aanzien van religie, cultuur, filosofie, persoonlijke ambities en zijn gevoelens voor vriend en vijand.

## Editiegeschiedenis

### Tischgesprächevs.Bormann-Vermerke
Er ontstonden twee versies: Henry Pickers notitieboek omvatten zijn eigen aantekeningen en die van Heinrich Hein, maar niet die van Bormann. Daarentegen gebruikte Bormann zijn eigen aantekeningen ook en daardoor is zijn werk completer, maar hij lijkt ook de tekst te hebben vervormd. Hij pleegde zelfmoord op 2 mei 1945, maar zijn manuscript, dat de historiografische naam Bormann-Vermerke ("Bormann-aantekeningen") heeft gekregen, overleefde de oorlog.

### Duits:Tischgespräche(Picker 1951)
Picker publiceerde zijn versie in 1951 in het Duits onder de naam Tischgespräche im Führerhauptquartier ("Tafelgesprekken in het Führerhauptquartier") of kortweg Tischgespräche. Deze versie was oorspronkelijk thematisch ingedeeld. Ook heeft Picker enkele stukken weggelaten die Bormann wel heeft, omdat deze volgens Picker "saaie herhalingen" zouden bevatten.

### Frans:Libres Propos(Bormann > Genoud 1952)
De Bormann-Vermerke kwamen ten slotte in handen van de Zwitserse financier François Genoud, die ze in 1952 -het jaar na Pickers uitgave- met eigen bewerkingen in het Frans publiceerde onder de naam Adolf Hitler: Libres Propos sur la Guerre et la Paix ("Betoogboeken over Oorlog en Vrede"). Genoud's versie was in tegenstelling tot die van Picker chronologisch ingedeeld.

### Engels:Table Talk(Bormann > Genoud > Trevor-Roper 1953)
In 1953 werd de Franse, op de Bormann-Vermerke gebaseerde uitgave van Genoud naar het Engels vertaald door R. H. Stevens and Norman Cameron, onder toezicht en met mede(be)werking van de Britse historicus Hugh Trevor-Roper en uitgegeven onder de naam Secret Conversations 1941-1944 ("Geheime Gesprekken)", wat in latere edities werd veranderd in Hitler's Table Talk 1941-1944 ("Hitlers Tafelgesprekken/Tafelpraat"), meer in overeenstemming met de Duitse titel van Pickers versie.

### Latere uitgaven
Omdat Picker na het zien van de door Genoud overgeleverde Vermerke ontevreden was over "Bormanns veranderingen, zonder mijn toestemming", heeft hij later een nieuwe editie van zijn werk uitgegeven in 1963, die uitgebreider was, zorgvuldig geannoteerd, chronologisch geordend en voorzien van een inleiding door de Duitse historicus Percy Ernst Schramm. Zowel zijn tweede (1963) als derde (1976) edities bevatten verscheidene getuigenissen van mede-officieren die ook in de bunker waren en de nauwkeurigheid en authenticiteit van het boek bevestigen, waaronder generaal Gerhard Engel. Picker heeft verscheidene rechtszaken aangespannen tegen François Genoud en  Hugh Trevor-Roper over de auteursrechten van het werk.
Pas in 1980 zijn de oorspronkelijke Duitstalige Bormann-Vermerke uitgegeven door Werner Jochmann. Jochmanns editie is echter incompleet omdat hij de 100 lemmata van Picker tussen 12 maart en 1 september 1942 niet heeft opgenomen. Desondanks maakte dit het veel makkelijker om de mogelijke vervormingen door de verschillende auteurs aan de kaak te stellen.